# Mayra Pelayo-Bernal
Mayra Alejandra Pelayo-Bernal (* 29. Januar 1997 in West Palm Beach, Florida) ist eine mexikanisch-US-amerikanische Fußballspielerin.

## Leben

### Verein
Pelayo begann mit dem organisierten Fußball in der von ihr besuchten Benjamin Highschool in Palm Beach Gardens und spielte anschließend für die Universitätsmannschaft der Florida Gators, für die sie 84 Einsätze absolvierte und 10 Tore erzielte. In dieser Zeit wurde sie auch in verschiedene Nachwuchsauswahlteams der USA berufen.
2019 wechselte sie zur in der Segunda División RFEF-Norte spielenden Frauenfußballmannschaft des Club Deportivo Parquesol.
Für die Clausura 2021 unterschrieb Pelayo einen Vertrag beim Club América, bei dessen Frauenfußballmannschaft sie in den Jahren 2021 und 2022 unter Vertrag stand. Anfang 2023 wechselte sie zum Ligakonkurrenten Club Tijuana, bei dem sie zur Nationalspielerin heranreifte.

### Nationalmannschaft
Zu ihrem ersten Länderspieleinsatz für die mexikanische Frauenfußballnationalmannschaft kam Pelayo am 22. September 2023 beim 2:1-Sieg gegen Puerto Rico im Aztekenstadion von Mexiko-Stadt. Ihren ersten Länderspieltreffer erzielte Pelayo in der Nachspielzeit am 23. Februar 2024 zum 8:0-Endstand gegen die Dominikanische Republik im zweiten Gruppenspiel um den CONCACAF W Gold Cup 2024, dem sie im letzten Gruppenspiel gegen den Gastgeber USA ihren zweiten und weitaus wichtigeren Länderspieltreffer folgen ließ. Der ebenfalls in der Nachspielzeit erzielte Treffer zum 2:0-Endstand sicherte Mexiko nicht nur seinen überhaupt erst zweiten Länderspielsieg gegen den Erzrivalen USA, sondern auch den Gruppensieg vor den Gastgeberinnen.
Pelayo, die überhaupt nur wegen der Verletzung von Scarlett Camberos in die Mannschaft aufgerückt war, erklärte bereits vor dem Spiel die Bedeutung, die diese Begegnung für sie hatte: „Soy americana, pero mi corazón es mexicano y pues es muy especial jugar contra Estados Unidos“ (Ich bin Amerikanerin, aber im Herzen Mexikanerin und deshalb ist etwas ganz Besonderes, gegen die Vereinigten Staaten zu spielen).